# Metaphidippus apicalis
Metaphidippus apicalis là một loài nhện trong họ Salticidae.
Loài này thuộc chi Metaphidippus. Metaphidippus apicalis được Frederick Octavius Pickard-Cambridge miêu tả năm 1901.